# Kastanjesläktet
Kastanjesläktet (Castanea) är ett släkte i familjen bokväxter. Släktet omfattar 8–10 arter av lövfällande träd och förekommer naturligt i Europa, Asien och Nordamerika. Den äkta kastanjen med sina avlånga blad och ytterst taggiga frökapslar (innehållande själva kastanjerna) förekommer som odlat parkträd i sydligaste Sverige.

## Förökning
Träden sprider sig naturligt genom dess kastanjer, dess nötter. Kastanjerna är tunga och faller ned intill moderträdet, och sprids sällan längre sträckor. Förökning sker endast de år som har en minst sex månader lång sammanhängande period med dygnsmedeltemperaturer över +10 °C.[källa behövs] Alla andra år blir kastanjerna missformade och för små. Naturlig förökning i Sverige och andra nordliga länder är därför ovanlig.

## Bildgalleri

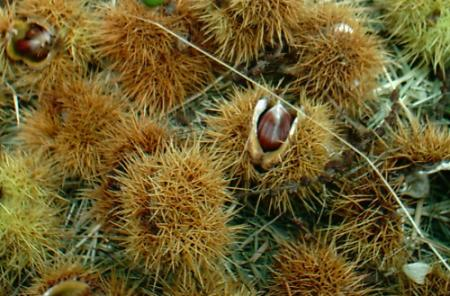
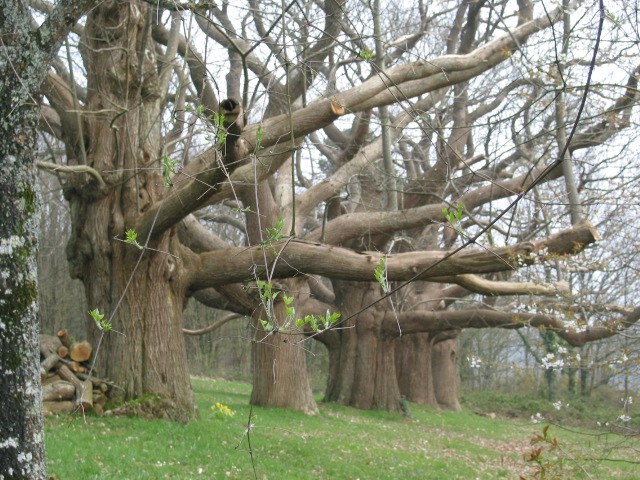

## Arter
Arter enligt Catalogue of Life:
- Castanea crenata
- Castanea dentata
- Castanea henryi
- Castanea mollissima
- Castanea neglecta
- Castanea ozarkensis
- Castanea pumila
- Äkta kastanj
- Castanea seguinii